# Duan de wushu
Pour les articles homonymes, voir Duan.
Ne doit pas être confondu avec Dan, son équivalent japonais.
Un duan de wushu (chinois simplifié : 武术段位 ; chinois traditionnel : 武術段位 ; pinyin : wǔshù duànwèi) est, depuis 1998, un grade certifiant un certain niveau d'expertise dans la pratique et la connaissance du wushu moderne. Il est, contrairement au système de gradation japonais, d'office attaché à un titre.

## Wushu moderne
Dans les arts martiaux chinois traditionnels, il n'y avait pas de duan mais des rangs : élève, enseignant, maître (sifu). En 1998, l'Association chinoise de wushu, pour donner plus de repères au niveau international, a adopté un système de grades imité des dans japonais. Les duans comportent neuf niveaux :
- Élémentaire (初段位) : 1er au 3e duan ;
- Intermédiaires (中段位) : 4e au 6e duan ;
- Supérieurs (高段位) : 7e au 9e duan.

Pour l'Association chinoise de wushu, il n'existe pas de grades avant le 1er duan (contrairement à d'autres systèmes, comme les couleurs de ceinture). Cependant, dans les écoles de wushu (surtout en dehors de la Chine), des degrés sont mis en place pour motiver les pratiquants.
Les détenteurs de ces titres officiels chinois délivrés par la Chinese Wushu Association (CWA) et la Fédération Internationale de Wushu (IWUF) sont reconnus par toutes les institutions fédératives internationales présentant les arts martiaux chinois.

## Titres associés

### Niveau élémentaire: Aigle
- 青鹰 / 青鷹, qīngyīng — Aigle de bronze[2], 1er duan
- 银鹰 / 銀鷹, yínyīng - Aigle d'argent, 2e duan
- 金鹰 / 金鷹, jīnyīng - Aigle d'or, 3e duan

### Niveau intérmédiaire: Tigre
- 青虎, qīnghǔ — Tigre de bronze, 4e duan
- 银虎 / 銀虎, yínhǔ — Tigre d'argent, 5e duan
- 金虎, jīnhǔ — Tigre d'or, 6e duan

### Niveau supérieur: Dragon
« À ce niveau, le candidat doit avoir apporté une contribution majeure au Wushu / Tai Chi sur le plan international, tout en ayant un caractère exceptionnel. La personne récompensée par un tel Duan est officiellement autorisée à s'appeler Grand Maître »
- 青龙 / 青龍, qīnglóng — Dragon de bronze 7e duan
- 银龙 / 銀龍, yínlóng — Dragon d'argent 8e duan
- 金龙 / 金龍, jīnlóng — Dragon d'or 9e duan